# じゃがべー
じゃがべー（じゃがべえとも）とは、ジャガイモを使用した揚げ物のひとつ。ベーコン男爵（ベーコンだんしゃく）、ポテコン、じゃがべーくんとも呼ばれる。

## 概要

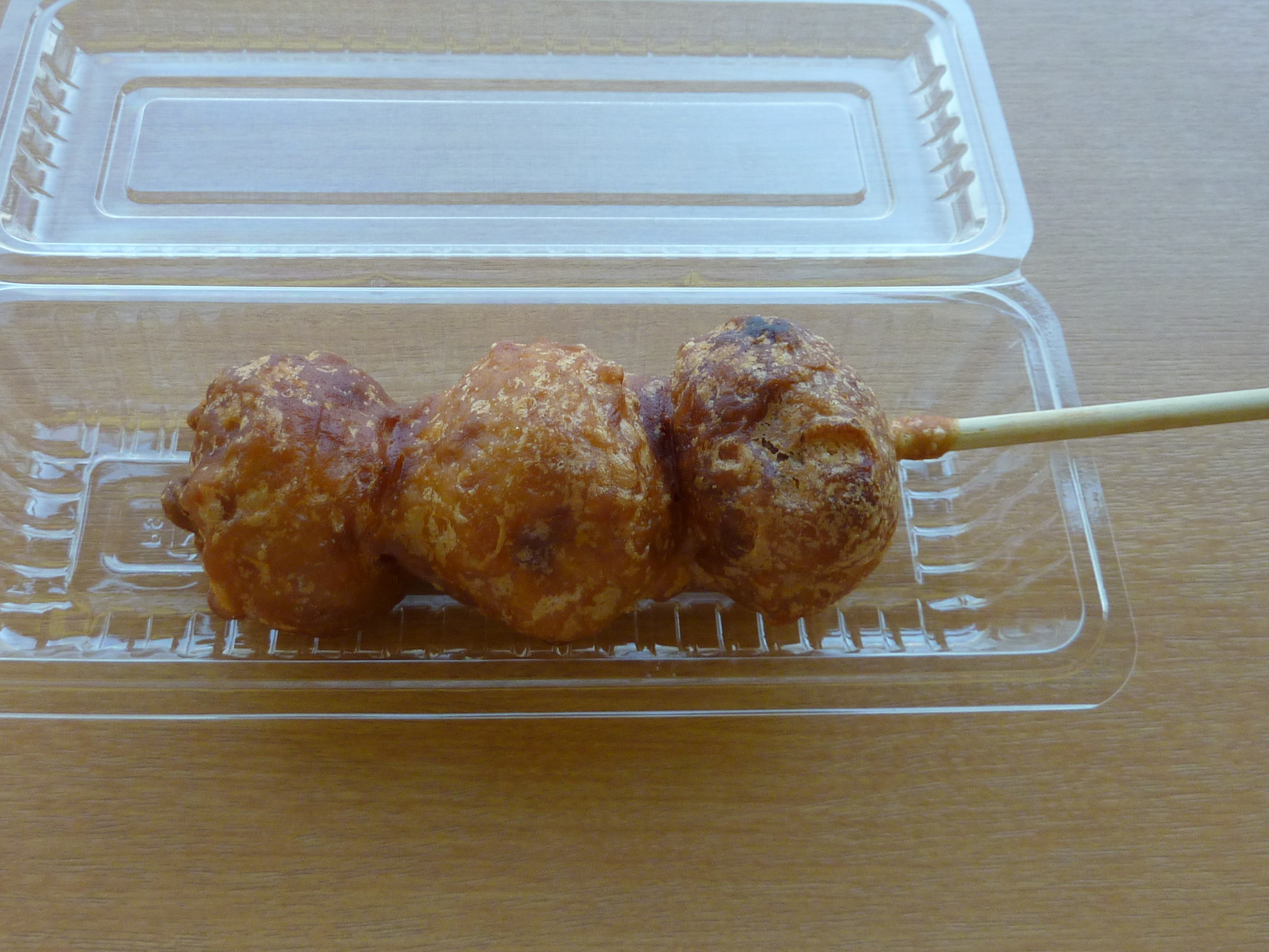
市販されているじゃがべー

ジャガイモとベーコンを交互に串に刺し、スパイスの効いた衣をつけて揚げる。タナカフーズの商品案内によれば、衣には普通の天ぷら粉を使う場合や、唐揚げ用ミックス粉を使う場合などの種類がある。
高速道路のサービスエリア・パーキングエリアの軽食コーナーでマーガリンかトマトケチャップを添えて出されることが多い。
じゃがべー製造業者の一つである富山県氷見市のタナカフーズは、冷凍食品として業務用に卸していたほか、同社のホームページで一般向けの通販も取り扱っていたが、2016年11月に破産手続きの開始決定を受け販売を停止。タナカフーズ以外の製造業者が今も製造しており、日産スタジアムやニッパツ三ツ沢球技場などで購入することができる。